# Taonan
Taonan är en stad på häradsnivå under Baichengs stad på prefekturnivå i Jilin-provinsen i nordöstra Kina. Den ligger omkring 280 kilometer nordväst om provinshuvudstaden Changchun. 